# Jefferson (Luizjana)
Jefferson – jednostka osadnicza w Stanach Zjednoczonych, w stanie Luizjana, w parafii Jefferson.